# Anhua
För andra betydelser, se Anhua (olika betydelser).
Anhua, tidigare romaniserat Anhwa, är ett härad som lyder under Yiyangs stad på prefekturnivå i Hunan-provinsen i södra Kina.